# William Townsend Aiton
William Townsend Aiton  (Kew, 2 de fevereiro de 1766 — Kensington, 9 de outubro de 1849) foi um botânico britânico. Aiton foi um dos fundadores da Royal Horticultural Society.

## Publicações
- Hortus Kewensis; or, A Catalogue of the Plants Cultivated in the Royal Botanic Garden at Kew, by the Late William Aiton. Vol. IV (2 ed.). London: Longman, Hurst, Rees, Orme, and Brown. 1812.